# Dødevaskeren
Dødevaskeren er en roman af den dansk-kurdiske forfatter Sara Omar, som blev udgivet i 2017.
Dødevaskeren beskriver blandt andet kvindeundertrykkelse, social kontrol, æresdrab og "en muslimsk kvindefornedrende voldskultur". Den udspiller sig dels i Kurdistan og dels på et dansk sygehus.

## Udgivelse og baggrund
Dødevaskeren er Sara Omars romandebut. Den udkom 30. november 2017 på Politikens Forlag, og forfatteren blev holdt anonym frem til udgivelsesdagen af sikkerhedshensyn.
Bogen solgte 50.000 eksemplarer den første måned efter sin udgivelse og har i alt solgt over 100.000 eksemplarer. Desuden er den solgt til udgivelse på norsk, svensk, fransk og serbisk
Bogen har ligget på samtlige bestsellerlister hos danske boghandlere. Den har også været genstand for debat grundet dens kontroversielle indhold og forfatterens mod, samt kritikken af kvindesynet og de patriarkalske og paternalistiske holdninger i et mandsdomineret samfund. På den litterære side bliver hun i Jyllands-Posten sammenlignet med Elena Ferrante, og i DR2 Dagen nævnes også en lighed med Khaled Hosseini. Andre sammenligner hende med Karen Blixen og Anne-Cathrine Riebnitzsky. Det fransk dagblad Le Monde har i en artikel sammenlignet Sara Omar med Voltaire og Simone de Beauvoir for hendes kamp for frihed, ligestilling og retfærdighed.

## Debat og holdninger
Efter at romanen udkom, har den skabt stor debat i bl.a. Information, Politiken og hos DR.. Sara Omar holdt også nytårstale i DR2 Deadline og har givet talrige interviews om kvindeundertrykkelse og sin kamp for menneskerettigheder. 30. november 2017 sagde hun til Politiken: ”Kvinderne i islam skal have en plads, som vi ikke har i dag. Pigebørn i islam skal have en plads. Og den plads skal vi kvinder selv tage. Vi kan ikke bede mænd om at give os vores frihed, vi skal forstå, at vores frihed er vores ret."
Sara Omar har argumenteret for, at misbrug af børn i Mellemøsten er et meget tabuiseret emne, men at det er ret udbredt, og ifølge hende kan familiemedlemmerne være bekendte med overgrebene, men alligevel vælge ikke at gribe ind, fordi frygten for sladder er større end alt andet. Hun stiller det således op: ”Ligesom det er kommet frem, at nogle katolske præster voldtager børn, så gør nogle imamer det samme, men i den muslimske verden tør ingen tale om det”, og i den anledning mener hun, at religion bliver brugt som misbrug, bl.a. at Koranens ord bliver betragtet som urokkelige og ikke må sættes spørgsmålstegn ved.
Hendes romaner har betydet, at hun har fået dødstrusler og som konsekvens må leve under politibeskyttelse.

## Dødevaskerenshandling
Dødevaskeren kører i to spor, og i begge spor følger læseren pigen Frmesk. Dels de første fem år af hendes liv i Kurdistan og dels som voksen på et hospital i Danmark.
Frmesk kommer til verden ved hjælp af en ufaglært jordemor. Fødslen er problematisk og smertefuld for moren, Rubar, og Frmesks liv er i fare. Redskaberne, som jordemoderen bruger, er rustne og slidte. Der er meget blod, men hun bliver født og til alles overraskelse og forfærdelse, er hun helt skaldet bortset fra en hvid, hjerteformet tot hår. Kvinderne undres over pigens udseende, som måske er et tegn fra Allah. De er i tvivl om, hvorvidt Frmesk er forbandet eller velsignet. Hendes far kommer hjem og får sit barn at se, men da han opdager, at det er en pige, mister han med det samme sin interesse for barnet. Han så hende helst levende begravet.
Frmesks farmor insisterer på, at hun bliver omskåret med det samme, men hendes mor frygter, at hun er for lille og svag til at kunne overleve indgrebet. Endnu mere frygter hun sin mand og truslen om, at han vil skaffe den lille af vejen. Da hans voldelige adfærd intensiveres, er hendes eneste udvej at sætte barnet i pleje hos sine egne forældre.
Frmesks mormor, Gawhar, er dødevasker. Hun tager sig af de kvinder, som ingen andre vil begrave - kvinder dræbt i vanære og skam. Frmesks morfar, Darwésh, er pensioneret oberst, og til forskel fra sin kone læser han ikke kun i Koranen, men besidder et mangfoldigt bibliotek. Det er et kærligt hjem, som dog kun for en tid er i stand til at skærme Frmesk mod den fysiske og psykiske overlast, der ubønhørligt nærmer sig fra alle sider i et Kurdistan præget af krig, folkedrab og had. Frmesks tidlige år er dermed præget af en kultur, hvor kvinder ikke regnes for mere end et redskab, der med fast hånd disciplineres gennem verbal, psykisk og fysisk terror.
Romanen foregår i en tid, hvor Peshmerga og frihedskamp er en stor del af hverdagen. Det er en periode, hvor ikke kun Saddam Hussein terroriserer kurderne, men hvor kurderne også kæmper indbyrdes samt terroriserer og brutaliserer hinanden. I perioden bliver alle unge mænd i Kurdistan tvangshentet til Saddam Husseins hær. Jævntligt kører de igennem byen for at tvangshverve de unge mænd til den irakiske hær. Hos Frmesk havde de bygget en ekstra hemmelig kælder under huset. Her gemte nogle af de unge mænd sig, når soldaterne kom for at hente dem. Perioden skæmmes yderligere af gasangrebet i Halabja samt Al Anfal-kampagnen, hvor mange tusinde kurdere blev dræbt. I løbet af romanen kommer læseren desuden helt tæt på en række mord, voldsepisoder og seksuelle overgreb.
Kort sagt er bogen både en beskrivelse af et land i krig og et kvindefjendsk samfund samt en lille piges liv midt i dette kaos af en splittet nation og et folk underlagt had, frygt og angst. Romanen giver et realistisk billede af, hvordan det kurdiske folk er undertrykt og presset som en lus mellem nabolandenes negle. Samtidig retter forfatteren en skarp kritik af Vestens medansvar for oliekrigen i Mellemøsten og Kurdistans splittelse med Lausanne-traktaten.
Men læseren tages også med igennem den mangfoldige og traditionsrige kurdiske kultur. I bogen fortælles om højtiden Newroz, kurdisk litteratur, herunder digteren Nalî, og det kurdiske køkken - alt sammen noget, der er en del af forfatterens identitet, og som hun holder meget af.

## Persongalleri
På personsiden følger læseren mange familier og mennesker, men hovedpersonerne er Frmesk, hendes mormor og hendes morfar.
Gawhar
Mormoren, Gawhar, er en gammel, klog kone, der har levet et hårdt liv. Hun er stærkt religiøs, men har samtidig en arv fra en fjern fortid i sig. Hun passer sine bedemøder og deltager yderligere i trommeseancer, Daff, med nærmest shamanistiske undertoner, hvor kvinderne går i trance og binder knuder på hinandens Kolwana. Det er en slags kappe, man bærer ud over den traditionelle klædedragt. Dette gør kvinderne for at få opfyldt deres dybeste ønsker.
Læseren følger Gawhars opdragelse af Frmesk, der lige fra hun er ganske lille opdrages strengt til at blive en mands kone. Det skal hun være klar til, fra hun er 10 år. Hos Gawhar og Darwésh blev der ofte lavet mad til større forsamlinger af hellige eller bedende kvinder, da Gawhar er en kvinde, som mange kommer til, og det er skamfuldt ikke at tilbyde andre mad, hvis de er i ens hus.
Frmesk går det meste af tiden rundt med Gawhar, og derfor oplever hun mange af den gamle kvindes hemmeligheder. Den gamle er blandt andet Mrdw-shor (Kurdisk: مردوشۆر), hvilket frit oversat betyder ’dødevasker’. Det vil sige, at Gawhar tager sig af døde piger og kvinder, som ingen andre vil begrave. Der er ofte tale om piger eller kvinder, der er blevet dræbt i vanære eller skam.
Derudover føres læseren ind i Gawhars vinproduktion. Den gamle kone laver nemlig vin. Men hun gør det i al hemmelighed, da det er forbudt og syndigt at frembringe og indtage alkohol i de muslimske samfund. Vinen sælges i skjul til mænd. Da først Gawhar havde solgt sin første flaske vin, var hun efterfølgende tvunget til at lave mere, da køberne ellers ville afsløre hende, og en kvindes ord ville være intet værd mod en mands. Darwésh køber vindruerne til hende under dække af, at hun laver vineddike, hvilket hun også gør, men mest for at dække over sin frembringelse af vin.
Darwésh
Frmesks morfar, Darwésh, er ikke muslim som mormoren, men i stedet zaratustrier. Det var skik blandt kurderne på egnen, før de i det 7. århundrede blev presset til at konvertere til den muslimske tro.[kilde mangler]
Darwésh er pensioneret oberst og ved meget om politik, militær og landets økonomi. Ofte er han tavs og indelukket som følge af alt det, han har set gennem sine år i krig. Men når han taler, er der stor vægt og viden bag hans ord, og når først, han går i gang, er han en stor historiefortæller, der gerne fortæller de små børn historier – dog altid med en form for politisk budskab eller morale.
Som ung var Darwésh soldat og fik ødelagt sit ene øje af en granatsplint, men det gør ham kun endnu mere gådefuld for Frmesk og de andre børn.
Hvis der opstod konflikter i nabolaget, var det Darwésh, der blev tilkaldt, da mange ser ham som lidt af en vismand og en mægler – dels på grund af hans rang som oberst, men også på grund af hans viden og vid. Han nedstammer fra en slægt af vismænd, der alle har været zaratustrier. Disse vismænd har langt gråt hår og bliver omtalt som ’Darwésh’ eller ’Mevlânâ’. De deltager i rituelle danse, hvor mændene i trancelignende tilstand stikker i sig selv for at vise, at de er uskadelige. Dette deltager Darwésh dog ikke i. Men rettroende muslim er han heller ikke, og han er altid efter Gawhar i forhold til opdragelsen af Frmesk; og sådan kunne de to gamle diskutere tro og opdragelse i dagevis, mens Frmesk et sted i midten blev formet af både den poesi, tro og overtro, der var i det lille hjem.